# إنريكي أكورسي
إنريكي أكورسي (22 سبتمبر 1916 – 28 أبريل 1990) هو مبارز بالسيف تشيلي راحل، مثّل بلاده في الألعاب الأولمبية الصيفية 1948.

## روابط خارجية
إنريكي أكورسي على موقع أوليمبيديا (الإنجليزية)